# Peachtree City
Peachtree City är en stad (city) i Fayette County, i delstaten Georgia, USA. Enligt United States Census Bureau har staden en folkmängd på 34 757 invånare (2011) och en landarea på 63,6 km².

## Kända personer från Peachtree City
- Reed Sorenson, racerförare